# Trabecole carnee
Le trabecole carnee sono i tipici rilievi muscolari osservabili sulla superficie interna dei ventricoli cardiaci.

## Tipologie
- 3º ordine: la maggior parte delle trabecole che sono adese per tutta la loro lunghezza alla parete ventricolare (come bassorilievi).
- 2º ordine: quelle trabecole collegate alla parete con le sole estremità, a guisa di ponte. L'esempio più noto è la trabecola setto-marginale (o fascio moderatore di Leonardo da Vinci), visibile all'interno del ventricolo destro, al cui interno passa la branca destra del fascio atrioventricolare del sistema di conduzione cardiaco.
- 1º ordine: trabecole annesse alla parete ventricolare con una sola estremità, l'altra si proietta in cavità e dà inserzione alle corde tendinee. Sono dette anche muscoli papillari. Sono sempre in rapporto 1:1 con le cuspidi delle valvole atrioventricolari e di conseguenza sono tre nel ventricolo destro e due nel vetricolo sinistro. La loro funzione principale è quella di non far entrare i lembi valvolari all'interno degli atrii durante la sistole ventricolare.

## Curiosità
Alla scoperta del fascio moderatore si pensò che servisse a impedire la iper-dilatazione del ventricolo, tesi oggi completamente abbandonata (questa funzione viene svolta in massima parte dal pericardio fibroso).